# رجعین
رجعین، روستایی از توابع بخش زنجانرود شهرستان زنجان در استان زنجان ایران است. که 900 سال قدمت دارد اولن ساکنان ۷ مرد و ۱ زن بوده است که به مرور زمان جمعیت آن افزایش یافته است

## جمعیت
این روستا در دهستان زنجان‌رود پایین قرار دارد و براساس سرشماری مرکز آمار ایران در سال ۱۳۸۵، جمعیت5678 نفر (967خانوار) بوده‌است.